# Migdałowiec karłowaty
Migdałowiec karłowaty (Amygdalus nana) – gatunek z rodziny różowatych. Pochodzi z obszarów Europy Środkowej i południowo-wschodniej oraz z Azji Środkowej. Niski krzew osiągający do około 1,5 metra wysokości, o jaskrawo różowych kwiatach pojawiających się wczesną wiosną. Popularną odmianą jest 'Fire Hill'. Rozrasta się wypuszczając odrosty korzeniowe. Może być używany w nasadzeniach rzędowych.

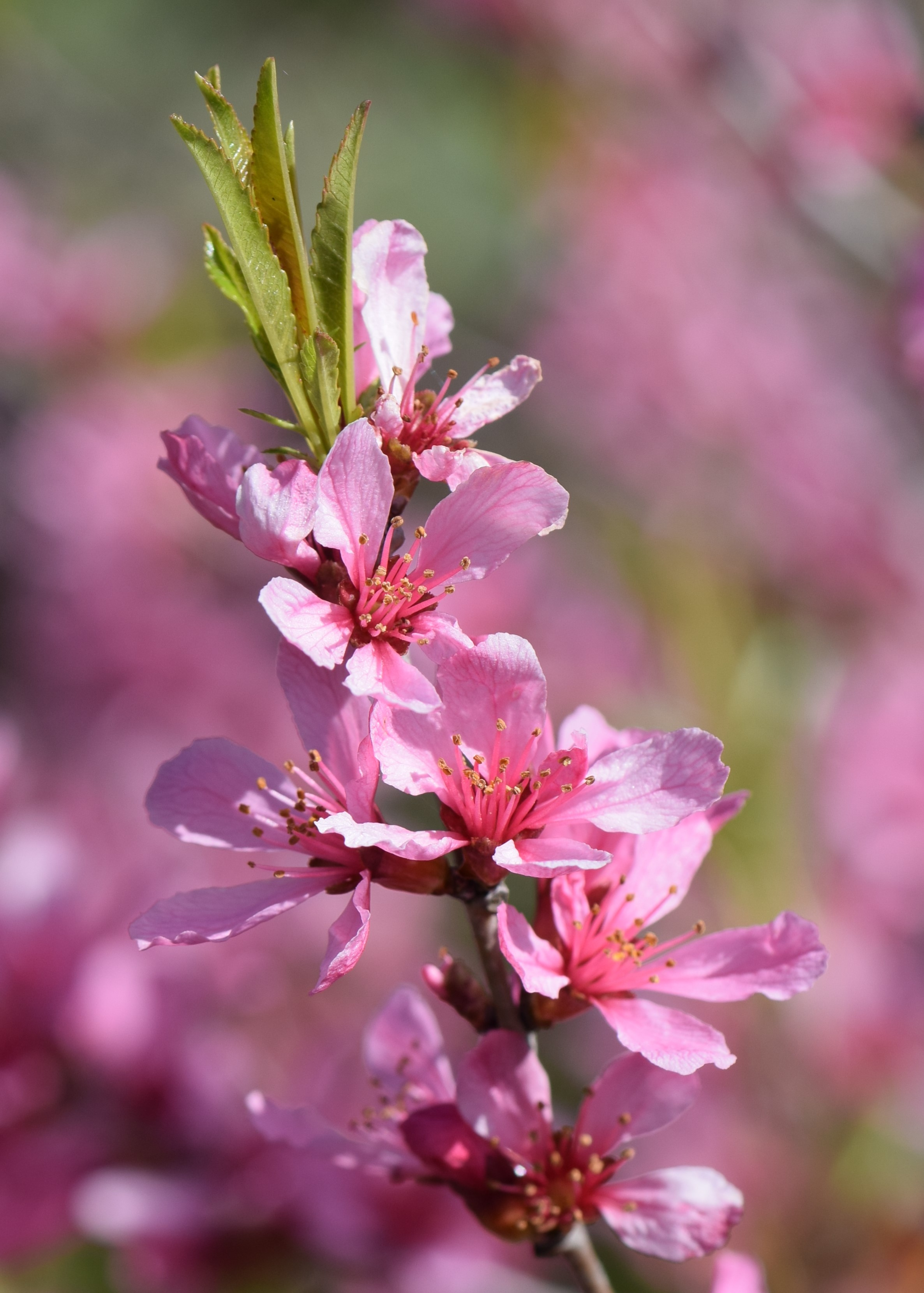
Kwiaty